# آلفا (آیووا)
الفا، لوا (به انگلیسی: Alpha, Iowa) یک منطقهٔ مسکونی در ایالات متحده آمریکا است که در شهرستان فایت، آیووا واقع شده‌است.

## خصوصیات
الفا ۳۱۷ متر بالاتر از سطح دریا واقع شده‌است.